# Roberto Romei (politico)
Roberto Romei (Montevarchi, 20 dicembre 1926 – Roma, 5 dicembre 2013) è stato un sindacalista e politico italiano, fratello di Carlo Romei.

## Biografia
Tra i fondatori della CISL (Confederazione Italiana Sindacati Lavoratori) , insieme al fratello Carlo Romei, è stato segretario generale della Cisl di Milano dal 1968 al 1973, per poi entrare nella Segreteria nazionale del sindacato, dove rimase fino al 1983.
In quell'anno fu eletto al Senato nella circoscrizione Lombardia con la DC.
Qui fu membro della 10ª Commissione permanente (Industria, commercio, turismo) e membro della 11ª Commissione permanente (Lavoro, previdenza sociale). Infine fu prima membro e poi presidente della Commissione parlamentare ristrutturazione e riconversione industriale e per i programmi delle partecipazioni statali. Terminò il suo mandato parlamentare nel 1987.